# Henrik Jensen (økonom)
 Der er flere personer med dette navn, se Henrik Jensen.
Henrik Jensen (født 24. maj 1961 i Aarhus) er en dansk økonom, der er professor i økonomi på Økonomisk Institut ved Københavns Universitet. Hans specialer er makroøkonomi og især monetær økonomi og pengepolitik.

## Baggrund
Henrik Jensen blev student fra Risskov Amtsgymnasium i 1980 og cand.oecon. fra Aarhus Universitet i 1988. Derefter var han ph.d.-studerende sammesteds i 1989-92 med professor Torben M. Andersen som vejleder. Afhandlingen med titlen Strategic Aspects of Macroeconomic Policy blev forsvaret i 1995.
I 1992-94 var han ansat som økonom i Det Økonomiske Råds Sekretariat, hvorefter han 1995 blev lektor på Økonomisk Institut ved Københavns Universitet. Her har han været ansat siden, fra 2001 som professor.
Henrik Jensen er udnævnt til ridder af Dannebrog.

## Forskning
Henrik Jensens vigtigste forskningsbidrag ligger indenfor monetær økonomi og pengepolitik. Han har offentliggjort en række videnskabelige artikler artikler, bl.a. i de prestigebetonede tidsskrifter American Economic Review, Economic Journal og European Economic Review. Blandt emnerne er spørgsmål som penge- og finanspolitik i møntunioner, valutapolitik, og om nominel BNP-vækst er et bedre mål for centralbankers pengepolitiske strategier end inflation.  

## Offentlig debat
Henrik Jensen har desuden på forskellig vis deltaget i den offentlige debat. Han har en dansksproget blog på altandetlige.dk (primært læst af økonomistuderende), hvor han har skrevet om så forskellige emner som Paul Krugman, negative renter, bureaukratisering på universiteterne og faglige kontroverser med professor Jesper Jespersen fra RUC. Henrik Jensen har også en engelsksproget blog hjeconomics: The Blog, hvor han især skriver om pengepolitiske emner for et internationalt publikum, ligesom han jævnligt udsender tweets med kommentarer om økonomi og økonomisk politik. I årenes løb har han endvidere været forfatter til en række kronikker og debatindlæg, primært i Dagbladet Information, om emner som forholdet mellem økonomi og politik, udpegelsen af de økonomiske vismænd i Danmark, debatten om økonomisk vækst og finanskrisen.